# Novyj Nekouz
Novyj Nekouz in russo Новый Некоуз?) è un villaggio della Russia europea centrale, situato nella oblast' di Jaroslavl'; è il centro amministrativo del distretto Nekouzskij.
Si trova 113 km a ovest-nord-ovest della città di Jaroslavl'.